# Rotkehltinamu

Verbreitungsgebiet des Rotkehltinamus

Der Rotkehltinamu (Crypturellus strigulosus), Syn. Tinamus strigulosus ist eine Vogelart aus der Familie der Steißhühner (Tinamidae).
Der Vogel kommt in Brasilien in feuchten tropischen Tiefland-Wäldern im südlichen Amazonasbecken, angrenzend im Osten Perus und im Nordwesten Boliviens vor.
Der Lebensraum umfasst dichte Waldgebiete auf Terra Firme bis etwa 500 m Höhe.
Der Artzusatz kommt von lateinisch strigula ‚Streifen‘.

## Merkmale
Die Art ist 27–29 cm groß und wiegt 332–464 (Männchen) beziehungsweise 388–500 g (Weibchen). Auffällig ist der Kontrast zwischen rötlich-braunem Kopf und grau-braunem Körper.
Stirn und Kopfkappe sind schwärzlich-grau, am Nacken in kastanienbrau übergehend, die längeren Nackenfedern sehen etwas struppig aus. Die Oberseite ist nur diskret gezeichnet, erscheint ziemlich einfarben rötlich-braun bis oliv-braun, an Bürzel und Oberschwanzdecken schwärzlich gebändert. Die Flügel sind gleichfalls einfarben rötlich-braun, die Flügeldecken und die inneren Steuerfedern sind etwas mehr olivfarben.
Kinn und Kehle sind weißlich, die Brust grau bis bräunlich-grau, die Unterseite in der Mitte weißlich, an den Flanken und den Unterschwanzdecken bräunlich oder ockerfarben mit etwas fuchsbrauner Bänderung.
Die Iris ist braun, der Schnabel überwiegend grau, oben staubgrau. Die Beine sind grau bis gelblich.
Das Weibchen ist am Rücken und der Flügeloberseite wesentlich grauer, am Rücken eng schwärzlich gebändert, auf den Flügeldecken deutlicher und breiter. Die inneren Handschwingen tragen schwarze Flecken oder kurze Binden.

## Geografische Variation
Die Art ist monotypisch.

## Stimme
Der Gesang wird als einzelner, sehr langgezogener Pfeifton über 6 bis 8 Sekunden beschrieben, leicht ansteigend, gegen Ende zu etwas zittrig, mit größeren Abständen wiederholt. Der Vogel ruft in der Dämmerung und klingt eher wie ein Insekt.

## Lebensweise
Die Art ist vermutlich ein Standvogel.
Die Nahrung besteht aus Pflanzensamen, Beerenobst, Schnecken und Gliederfüßern, die im dichten Laub am Waldboden gesucht werden.
Das Nest ist eine kleine Kuhle am Boden. Die Brutzeit liegt am Frühlingsende in Brasilien, das Gelege besteht aus 4 blassen purpurfarbenen, rosa überhauchten Eiern, die über etwa 14 Tage bebrütet werden.

## Gefährdungssituation
Der Bestand gilt als „nicht gefährdet“ (Least Concern).